# Andal (krater)
Andal är en nedslagskrater på planeten Merkurius, med en diameter på ungefär 109 kilometer.
1976 uppkallades kratern efter det tamilskta helgonet Andal.